# Ernest Lafon
Pour les articles homonymes, voir Lafon.
Antoine Ernest Lafon, né le 17 septembre 1874 à Lagardelle dans le Lot et mort le 19 septembre 1946 à Albas (Lot) était un écrivain régionaliste quercynois.

## Biographie
Descendant d'une vieille famille albassienne, directeur d'école. Il fut un écrivain régionaliste de renom, s'illustra par de nombreux articles qui paraissaient régulièrement dans les grands journaux du Sud-ouest et du Centre ;  par des séries de conférences à la radio toulousaine et parisienne ;  par la publication de plusieurs livres faisant revivre les événements et coutumes de jadis. Il sut réveiller chez ses lecteurs et ses auditeurs la consicence de leurs origines et le sentiment d'appartenance au terroir. Son activité la plus chère à son cœur fut en effet d'approdonfir et de faire connaître la grande Histoire de la terre quercynoise, à laquelle il vouait un attachement passionné.
Il se consacra à donner à ses élèves de solides connaissances de base, les conduisant parfois jusqu'au brevet simple, à développer chez eux le sens civique et une morale stricte, tout en s'efforçant, au moyen de cours du soir et de conférences, de promouvoir les principes essentiels d'hygiène et la rationalisation de l'habitat rural, ainsi que l'amélioration des conditions économiques locales. Il a pour cela introduit de nouvelles cultures (fraises, pêches), de nouvelles méthodes de travail (école de taille des arbres fruitiers) et a, par ses écrits et ses campagnes de presse ciblées, soutenu le renouveau du « vin de Cahors ».
Il fut, entre autres, Officier du Mérite agricole et des Palmes académiques, et Chevalier de la Légion d'honneur.

## Œuvres
- Monographie d'Albas (œuvre posthume)
- Au pays des bombances, roman paysan, couronné par l'Académie française, prix Broquette 1930
- Le sans-culotte Fricasse, roman régional de l'époque révolutionnaire en Quercy. Couronné par l'Académie française, prix Montyon 1934
- Les vacanciers, roman régional 1938
- Les mois rustiques et les voix du pays, scènes de la vie rurale. Coutumes et traditions régionales
- La route du vin de Cahors, Prix du Tourisme 1938. Évocation historique de certains châteaux de la vallée du Lot
- Monographies de toutes les communes du Lot en 14 volumes
- Toinou Garrissou, évocation de l'héroïsme des "Mobiles" du Lot pendant la guerre de 1870 et, au début du XXe siècle, des conflits provoqués dans les villages par la séparation de l'Église et de l'État
- Une très riche documentation de plus de mille articles concernant l'Histoire du Quercy et les problèmes sociaux et régionaux de l'époque, déposée aux Archives diocésaines de Cahors.